# Jezioro Kronockie
Jezioro Kronockie (ros. Кроноцкое озеро, Kronockoje oziero) – jezioro w azjatyckiej części Rosji, we wschodniej Kamczatce, na zachód od Kronockiej Sopki, na obszarze Kronockiego Rezerwatu Biosfery. Leży w kalderze na stoku wulkanu na wysokości 372 m n.p.m. i zajmuje powierzchnię 245 km². Maksymalna głębokość jeziora wynosi 128 m.